# Schäfer Gruppe
Koordinaten: 50° 47′ 39″ N, 8° 0′ 56″ O
Die Schäfer Gruppe ist eine deutsche familiengeführte Unternehmensgruppe aus Neunkirchen (Siegerland) im Kreis Siegen-Wittgenstein, die sich aus drei unabhängigen internationalen Unternehmen zusammensetzt.
Die Schäfer Gruppe hat sich aus der Fritz Schäfer GmbH entwickelt, die als „Fritz-Schäfer – fabrikmäßige Herstellung von Blechwaren aller Art“ von Fritz Schäfer am 16. Januar 1937 beim Amt Burbach
offiziell eingetragen wurde. Im Laufe der Jahre wurde aus dem Familienunternehmen die Schäfer Gruppe mit der Fritz Schäfer GmbH und zwei weiteren Unternehmen: Schäfer Werke GmbH und Schäfer Shop GmbH. Die Muttergesellschaft, die Fritz Schäfer GmbH, entwickelte sich zu einer weltweit tätigen Unternehmensgruppe, der SSI Schäfer Gruppe.

## Geschichte
Im Jahr 1937 meldete Fritz Schäfer beim Amt Burbach ein Unternehmen zur „fabrikmäßigen Herstellung von Blechwaren aller Art“ an. Gemeinsam mit seiner Ehefrau Bertha Alwine und den vier Söhnen Hans, Gerhard, Manfred und Theo wurden Transportkästen, Ofenrohre, Fülltröge und andere Blechwaren für den täglichen Bedarf gefertigt.
Die Nachfrage ließ die ursprünglichen Fertigungsräumlichkeiten im Keller des Wohnhauses auf dem „Gerstenfeld“ in Salchendorf bald zu eng werden, weshalb seit 1948 der Betrieb sukzessive um weitere Standorte erweitert wurde. Nach dem Tod des Unternehmensgründers Fritz Schäfer im Jahr 1951 übernahmen die vier Söhne die Führung des Unternehmens. 1953 entstand der Lager-Fix-Kasten, der den Einstieg in Lagerlogistik brachte. 1972 begann die Aufteilung in die spätere Schäfer Werke GmbH und Fritz Schäfer GmbH. Die Versandhandelssparte Schäfer Shop wurde 1970 gebildet und 1975 folgte die Gründung der Schäfer Shop GmbH.

## SSI Schäfer
SSI Schäfer bietet modulare Lager- und Logistiksysteme an. Das Unternehmen beschäftigt am Hauptsitz in Neunkirchen sowie weltweit in rund 80 operativ tätigen Tochtergesellschaften und an sieben Produktionsstätten rund 10.000 Mitarbeitende. Das Unternehmen plant, konzeptioniert und produziert Systeme zur Einrichtung von Lagern. Dies umfasst Lager-, Förder-, Kommissionier- und Sortiersysteme sowie Lösungen für Abfalltechnik und Recycling.

## Schäfer Werke
Die Schäfer Werke KG hat ihren Hauptsitz in Neunkirchen-Pfannenberg. Ihre Produkte bestehen hauptsächlich aus Stahlfeinblech. Die Herstellung erfolgt vor Ort in der ehemaligen Salchendorfer Zeche Pfannenberger Einigkeit, in Betzdorf und im tschechischen Ledeč nad Sázavou.

## Schäfer Shop
Der Schäfer-Shop mit Hauptsitz in Betzdorf-Bruche bedient den B2B-Versandhandel mit über 150.000 Artikel für Unternehmensausstattung und hat seit 1970 einen Versand mit bundesweitem Außendienstnetz sowie Niederlassungen in 14 europäischen Ländern aufgebaut.